# Who's Zoomin' Who?
Who's zoomin' who?, álbum de Aretha Franklin editado en 1985 bajo el sello Arista. 
Con este álbum consiguió un gran éxito comercial, especialmente con los sencillos "Freeway of love" y "Sisters are doin' it for themselves" con Eurythmics. En los créditos aparece Carlos Santana en la guitarra, Clarence Clemons al saxo y Peter Wolf como vocalista en el tema "Push".

## Lista de canciones
1. "Freeway of Love" - 5:52
2. "Another Night" - 4:33
3. "Sweet Bitter Love" - 5:13
4. "Who's Zoomin' Who" - 4:45
5. "Sisters Are Doin' It For Themselves" (con Eurythmics) - 5:54
6. "Until You Say You Love Me" - 4:55
7. "Push" (con Peter Wolf) - 5:35
8. "Ain't Nobody Ever Loved You" - 4:55
9. "Integrity" - 5:40

- Datos: Q4019594